# 2503 Liaoning
2503 Liaoning è un asteroide della fascia principale. Scoperto nel 1965, presenta un'orbita caratterizzata da un semiasse maggiore pari a 2,1927518 UA e da un'eccentricità di 0,2125128, inclinata di 7,10536° rispetto all'eclittica.